# Городишна (приток Сухоны)
Городишна (Гродишна, Городищна) — река в Вологодской области России.
Протекает по территории Нюксенского района, на юге которого берёт начало из Городищенского болота, северо-восточнее Галичской возвышенности. Ниже районного центра — села Нюксеница впадает в реку Сухону в 160 км от её устья по правому берегу. Длина реки составляет 88 км, средний уклон — 1,36 м/км.
Вдоль течения реки расположены населённые пункты Городищенского (в том числе административный центр поселения — село Городищна) и Нюксенского сельских поселений.

## Данные водного реестра
По данным государственного водного реестра России относится к Двинско-Печорскому бассейновому округу, водохозяйственный участок реки — Северная Двина от начала реки до впадения реки Вычегда, без рек Юг и Сухона (от истока до Кубенского гидроузла), речной подбассейн реки — Сухона. Речной бассейн реки — Северная Двина.
Код объекта в государственном водном реестре — 03020100312103000009227.

### Притоки
(указано расстояние от устья)
- 31 км — река Светица (пр)
- 41 км — река Пурсанга (пр)
- 43 км — река Ворна (пр)
- 44 км — река Юрна (лв)
- 64 км — река Бледвеж (лв)